# Geoff Zanelli
Geoff Zanelli (* 28. September 1974) ist ein US-amerikanischer Filmkomponist. Außerdem arbeitet er als Arrangeur, Keyboarder, E-Bassist, Gitarrist (z. B. für Pink) und Songschreiber.

## Leben
Zanelli studierte am Berklee College Filmkomposition, Musik-Produktion und Technik. In diesem Zusammenhang erhielt er auch den Doug Timm Award und schloss sein Studium mit Magna cum laude ab.
Zanelli begann seine Karriere als Filmkomponist mit dem Komponieren ergänzender Musik für Hans Zimmer, John Powell und Harry Gregson-Williams. Inzwischen arbeitet er aber an eigenen Kompositionen und erhielt für die Musik zu Steven Spielbergs Miniserie Into the West einen Emmy.

## Filmografie (Auswahl)
- 1997: Teen Angel (ergänzende Musik)
- 1997: Im Körper des Feindes (Face/Off, ergänzende Musik)
- 1998: Antz (ergänzende Musik)
- 1998: With Friends Like These… (ergänzende Musik)
- 1998: Endurance (ergänzende Musik)
- 1999: Der Chill Faktor (Chill Factor, ergänzende Musik)
- 2000: Der Weg nach El Dorado (The Road to El Dorado, ergänzende Musik)
- 2000: Chicken Run – Hennen rennen (Chicken Run, ergänzende Musik)
- 2001: Just Visiting (ergänzende Musik)
- 2001: Hannibal (ergänzende Musik)
- 2001: Pearl Harbor (ergänzende Musik)
- 2002: D-Tox – Im Auge der Angst (D-Tox, ergänzende Musik)
- 2002: Passionada (ergänzende Musik)
- 2002: The Time Machine (ergänzende Musik)
- 2002: K-19 – Showdown in der Tiefe (K-19: The Widowmaker, ergänzende Musik)
- 2002: Lost Subs (ergänzende Musik)
- 2002: Equilibrium (ergänzende Musik)
- 2002: Live from Baghdad (ergänzende Musik)
- 2003: Die Journalistin (Veronica Guerin, ergänzende Musik)
- 2003: Gesetzlos – Die Geschichte des Ned Kelly (Ned Kelly, ergänzende Musik)
- 2003: Tricks (Matchstick Men, ergänzende Musik)
- 2003: Shrek 4-D (ergänzende Musik)
- 2003: Fluch der Karibik (Pirates of the Caribbean: The Curse of the Black Pearl, ergänzende Musik)
- 2003: Last Samurai (ergänzende Musik)
- 2004: Das geheime Fenster (Secret Window, ergänzende Musik)
- 2004: Catwoman (ergänzende Musik)
- 2004: Große Haie – Kleine Fische (Shark Tale, ergänzende Musik)
- 2004: House of D
- 2005: Into the West – In den Westen (Into the West, Miniserie)
- 2007: Pirates of the Caribbean – Am Ende der Welt (Pirates of the Caribbean: At World’s End, ergänzende Musik)
- 2007: Disturbia
- 2007: Hitman – Jeder stirbt alleine (Hitman)
- 2008: Outlander
- 2008: Delgo
- 2008: Wen die Geister lieben (Ghost Town)
- 2009: Gamer
- 2010: The Pacific (Miniserie)
- 2011: Inside the Darkness – Ruhe in Frieden (Beneath the Darkness)
- 2011: Küssen verboten! – Honeymoon mit Hindernissen (You May Not Kiss The Bride)
- 2012: Das wundersame Leben von Timothy Green (The Odd Life of Timothy Green)
- 2015: The Scorpion King 4 – Der verlorene Thron (The Scorpion King: The Lost Throne)
- 2015: Mortdecai – Der Teilzeitgauner (Mortdecai)
- 2017: Pirates of the Caribbean: Salazars Rache (Pirates of the Caribbean: Dead Men Tell No Tales)
- 2017: Der Offizier: Liebe in Zeiten des Krieges (The Ottoman Lieutenant)
- 2018: Christopher Robin
- 2019: Black and Blue
- 2019: Maleficent: Mächte der Finsternis (Maleficent: Mistress of Evil)
- 2020: Du hättest gehen sollen (You Should Have Left)
- 2020: Fatale
- 2023: Freelance
- 2023: Leo

## Auszeichnungen
2006 erhielt Zanelli für Into the West – In den Westen einen Emmy in der Kategorie „Musik in einer Miniserie“.